# Клатт, Вернер
Вернер Клатт (нем. Werner Klatt; 21 декабря 1948, Шёнберг, Мекленбург — Передняя Померания — 3 апреля 2022) — немецкий гребец, выступавший за сборную ГДР по академической гребле в конце 1960-х — середине 1970-х годов. Чемпион летних Олимпийских игр в Монреале, двукратный чемпион мира, дважды чемпион Европы, победитель и призёр многих регат национального значения.

## Биография
Вернер Клатт родился 21 декабря 1948 года в Шёнеберге. Проходил подготовку в городе Росток в местном спортивном клубе «Форвертс» под руководством тренера Карла Лорке.
Первого серьёзного успеха на взрослом международном уровне добился в сезоне 1969 года, когда вошёл в основной состав восточногерманской национальной сборной и побывал на чемпионате Европы в Клагенфурте, откуда привёз награду бронзового достоинства, выигранную в зачёте распашных безрульных четвёрок.
В 1970 году в безрульных двойках одержал победу на чемпионате мира в Сент-Катаринсе.
На европейском первенстве 1971 года в Копенгагене так же был лучшим в безрульных двойках.
Планировал выступить на Олимпийских играх 1972 года в Мюнхене, однако из-за травмы своего напарника Петера Горни не смог пройти отбор.
В 1973 году на чемпионате Европы в Москве добавил в послужной список золотую медаль, выигранную в восьмёрках.
На мировом первенстве 1975 года в Ноттингеме обошёл всех соперников в восьмёрках, став таким образом двукратным чемпионом мира по академической гребле.
Благодаря череде удачных выступлений удостоился права защищать честь страны на летних Олимпийских играх 1976 года в Монреале — в составе экипажа, куда также вошли гребцы Бернд Баумгарт, Готтфрид Дён, Роланд Костульски, Ханс-Йоахим Люк, Дитер Вендиш, Ульрих Карнац, Карл-Хайнц Прудёль и рулевой Карл-Хайнц Даниловски, занял первое место в программе восьмёрок, опередив преследовавшую лодку из Великобритании более чем на две секунды, и тем самым завоевал золотую олимпийскую медаль. За это выдающееся достижение по итогам сезона был награждён орденом «За заслуги перед Отечеством» в серебре.
Помимо занятий спортом служил в военно-морских силах Фольксмарине. Позже работал тренером с своём клубе «Форвертс» в Ростоке, после объединения Германии был продавцом минеральных масел и аптекарем.